# Cryptoppia elongata
Cryptoppia elongata är en kvalsterart som beskrevs av Csiszár 1961. Cryptoppia elongata ingår i släktet Cryptoppia och familjen Oppiidae. Inga underarter finns listade i Catalogue of Life.